# 李献丰
李献丰（1974年4月—），四川省营山县人，汉族，中华人民共和国官员，中国共产党党员。李献丰曾在中国人民武装警察部队北京市总队第五支队服役，立下一次三等功。退伍后，他转业到四川省南充市，期间曾被评为全国模范军队转业干部。担任中共阆中市委常委、政法委书记期间，李献丰因性侵未成年人被南充市纪委监委调查，警方亦对其立案，中共南充市委免去了他在阆中市的职务。

## 生平
李献丰拥有大学学历。1995年，李献丰参军，在中国人民武装警察部队北京市总队第五支队服役，立三等功一次，曾被武警北京市总队评为优秀参谋。
2006年10月，李献丰转业到地方工作。他起初在中共南充市顺庆区政法委工作。2009年6月至2013年8月，他在南充市顺庆区李家镇先后担任副镇长、党委副书记、纪委书记、人大主席、镇长。2013年8月至2016年10月，他在顺庆区大林乡（期间改名为大林镇）任乡（镇）党委书记。在乡镇工作期间，他四次获得南充市表彰，被评为四川省优秀军队转业干部、全国模范军队转业干部。《中国就业》、《四川劳动保障》、《中国人才》杂志刊文介绍他解决信访案件、处理突发事件、带领村民致富的事迹。《四川劳动保障》的文章称，李献丰在偏远乡村上班，同妻儿长期两地分居，妻子曾愤然撕碎结婚证，抛下儿子跑回娘家；他没有亲眼看到儿子出生，九年来从没陪儿子过生日；家里的事情都由妻子料理，妻子由于劳累过度患上了类风湿。还有媒体报道，2012年李家镇洪灾期间，李献丰七昼夜不间断工作，引发支气管扩张，昏倒在救灾现场。
2016年10月，李献丰被提名为南充市顺庆区副区长。同年12月，他出任顺庆区副区长。期间，他兼任大林镇党委书记至2017年6月。2018年11月，他被派到南充市代管的县级市阆中市任职，任中共阆中市委常委、政法委书记。
2020年4月下旬，网上传闻李献丰因性侵未成年人正在接受调查。传言说，2020年1月，阆中市某局为讨好李献丰，将他请到广元市苍溪县县城以西20公里处的一处卖淫窝点，卖淫团伙特意为他准备了一位女高中生，李献丰嫖宿未成年人时被苍溪县公安局当场抓获，苍溪县当时未处罚李献丰，仅仅处罚了卖淫场所、皮条客和女高中生。28日中午，中共阆中市委政法委工作人员称，李献丰已经两天没来上班。同一天，南充市公安局称警方正在核实案情。28日22时，四川省南充市纪委监委在官方网站发布消息，李献丰涉嫌严重违纪违法，正在接受纪律审查和监察调查。29日，中共南充市委召开常委会，免去李献丰阆中市委常委、政法委书记职务。同一天，南充市公安局通报，已对李献丰性侵未成年人案立案，正在侦查。澎湃新闻引述知情人消息，李献丰当时并非被阆中市某局请去嫖娼，他自己用微信支付了这笔开销；李献丰也并非当场被抓，不存在苍溪县公安局当时放李献丰一马的事情；警方发现此事，源于一名女中学生被卖淫团伙拐卖，父母报警，广元市公安局调查团伙的交易记录时发现了李献丰，然而警方认为这可能是一个流窜卖淫团伙，李献丰嫖娼地点不在广元，广元警方将信息通报给了南充；李献丰身为市管干部，违纪违法问题需先由纪委监委调查。